# Rosenberg (Neckar-Odenwald)
Rosenberg è un comune tedesco di 2 074 abitanti, situato nel land del Baden-Württemberg.